# Батоньтереньє
Батоньтереньє (угор. Bátonyterenye) — місто на півночі Угорщини у медьє Ноград.

## Історія
Батоньтереньє створене в 1984 році шляхом об'єднаннях трьох сіл (Nagybátony, Kisterenye, Szúpatak). Спершу воно мало статус селища, а містом стало в 1989 році.

## Населення
Станом на 1 січня 2015 року у місті проживало 12 443 осіб.

## Міста-побратими
- Філяково, Словаччина